# Chung Sye-kyun
Chung Sye-kyun (정세균?, Jeong SegyunLR; Contea di Jinan, 5 novembre 1950) è un politico sudcoreano, primo ministro della Corea del Sud dal 14 gennaio 2020 al 16 aprile 2021.

## Biografia
Chung è nato nel villaggio di Donghyang  a Jinan, nel nord di Jeolla. Dal 1966 al 1969 ha studiato alla Jeonju Shinheung High School di Jeonju, quindi si è laureato nel 1974 in giurisprudenza presso l'Università della Corea. Ha poi conseguito un master alla Wagner School of Public Service presso la New York University nel 1983, un MBA presso la Pepperdine University nel 1993 e un dottorato presso la Kyung Hee University nel 2000. 

## Carriera politica
Chung è entrato nell'Assemblea nazionale nelle elezioni parlamentari del 1996 come membro del principale Congresso nazionale di opposizione liberale per la nuova politica, in rappresentanza della sua contea natale di Jinan, North Jeolla, nel collegio elettorale di Jinan- Muju - Jangsu.
Il presidente Roh Moo-hyun ha nominato Chung Ministro del commercio, dell'industria e dell'energia all'inizio del 2006. In qualità di ministro, Chung ha ricevuto il segretario per l'energia degli Stati Uniti Samuel W. Bodman a Seul, e ha partecipato al Five-Party Energy Conferenza ministeriale tenutasi a Pechino il 16 dicembre 2006, sulla promozione dell'efficienza energetica e dello sviluppo di tecnologie energetiche pulite.

### Leader del Partito Democratico (2008-2010)
Alla convention nazionale del Partito Democratico il 6 luglio 2008, Chung è stato eletto leader del partito, sconfiggendo Choo Mi-ae.
Nel luglio 2009, Chung ha intrapreso uno sciopero della fame di sei giorni per protestare contro una serie di leggi sui media approvate dal Grand National Party al governo. Si è dimesso dal suo seggio all'assemblea il 24 luglio insieme a Chun Jung-bae, dichiarando i progetti di legge non validi e affermando che l'approvazione della legislazione attraverso "il voto illegale e la violenza non possono essere giustificati". Circa 70 parlamentari democratici hanno anche consegnato lettere di dimissioni a Chung, e Chung ha annunciato che il partito avrebbe iniziato una campagna di cento giorni nelle strade contro le leggi. Chung e i suoi compagni di partito sono tornati all'assemblea il 27 agosto dopo un mese di proteste.
Chung ha affrontato le richieste di dimettersi da leader del partito dopo che il Partito Democratico ha preso meno voti nelle elezioni suppletive del 2010, perdendo cinque degli otto seggi contestati. Ha accettato le richieste e il 2 agosto si è dimesso insieme al resto della leadership del partito assumendosi la responsabilità della sconfitta..